# Anton Artibilov
Anton Artibilov (* 1996 in Charkiw) ist ein deutschsprachiger Schriftsteller und Rapper.

## Leben
Artibilovs Eltern zogen 1999 mit ihm aus der Ukraine nach Leipzig. In Dresden, an der Universität der Künste Berlin und in Leipzig studierte er Philosophie, Anglistik/Amerikanistik sowie szenisches und literarisches Schreiben. Unter dem Pseudonym Joseph Steinschleuder als Rapper aktiv, tritt er seit 2018 auf der Battle-Rap-Plattform Don’t Let the Label Label You! in Erscheinung.

## Werke

### Monografien
- Mausoleum Mann (= Schöner Lesen. Band 197). SuKuLTuR, Berlin 2022, ISBN 978-3-95566-143-4 (Illustrationen von Tina Orlovskij).
- Schöne Geister. Rohstoff, Berlin 2023, ISBN 978-3-7518-7006-1.
- Der Niedergang des mikrotext Verlags. Geschichten. mikrotext, Berlin 2023, ISBN 978-3-948631-37-6.
- Angespannt vapen. Roman. mikrotext, Berlin 2024, ISBN 978-3-948631-50-5.

### Hörspiel
- 2023: Anton Artibilov, Lena Reißner, Ivana Sokola, Jona Spreter: Work hard Pray hard. Krimi-Spiel in einem Escape Room und Hörspiel voller Seitenhiebe auf die neoliberale Start-Up-Kultur – Projektleitung: Barbara Meerkötter, Sonja Harth und Oliver Sturm (Original-Hörspiel – Universität der Künste Berlin, erstgesendet bei Deutschlandfunk Kultur)[4]

### Drehbücher
- 2023: Urlaubsversuche. Kurzspielfilm. Regie: Finn Ole Weigt, Paula Milena Weise
- 2023: The French Flamingo Fucker. Spielfilm. Regie: Leonard Geisler, Louis Gering  (nominiert für den Max Ophüls Preis 2024 in der Kategorie Bester mittellanger Film)
- 2024: Gezielt mittelalterliche Überlegungen. Kurzspielfilm. Regie: Finn Ole Weigt, Paula Milena Weise

### Theaterstücke
- mind.body.workout. Uraufführung: Schauspiel Leipzig, 23. Mai 2019, Regie: Yves Hinrichs[5]
- Metzger in Masken. Uraufführung: Münchner Volkstheater, 20. Juli 2023, Regie: Paula Schlagbauer[6][7]
- My Dad was Jim Morrisons Grave. Uraufführung: Die Bühne – Theater der TU Dresden, Spielzeit 2023/24, Regie: Anton Artibilov[8][9]

### Tonträger
- 2025: Bolzplatzpfosten, Featuring auf dem Album ZSNZB (Zwei sind nicht zu bremsen) von Mase und Johnny Katharsis[10]
- 2025: 🦂🐍🎒🕵️🧃🐺🧌🧌🗣️🎏🧝‍♀️🚭🚁🧦🍸♒️🪽🪇🐩🩻🫓🧃🎺😦 (Mixtape)[11]